# Курганский, Иван Данилович
Иван Данилович Курганский (26 декабря 1908 — 5 августа 1944) — советский военачальник, командир 19-го гвардейского стрелкового полка (8-я гвардейская стрелковая дивизия, 10-я гвардейская армия, 2-й Прибалтийский фронт), гвардии подполковник. Герой Советского Союза (24 марта 1945, посмертно). Погиб в бою.

## Биография
Родился 26 декабря 1908 года в селе Фаевка (ныне — Новгород-Северский район Черниговской области Украины).
После окончания биологического факультета Ташкентского государственного университета преподавал в Ташкентском сельскохозяйственном институте.
В 1939 году Курганский окончил курсы усовершенствования командного состава запаса. В 1941 году он был призван на службу в Рабоче-крестьянскую Красную Армию. С сентября того же года — на фронтах Великой Отечественной войны. Принимал участие в боях на Западном, Северо-Западном и 2-м Прибалтийском фронтах.
К июлю 1944 года гвардии подполковник Иван Курганский командовал 19-м гвардейским стрелковым полком 8-й гвардейской стрелковой дивизии 10-й гвардейской армии 2-го Прибалтийского фронта. Участвовал в сражениях на территории Латвийской ССР. 10 июля — 5 августа 1944 года полк Курганского с боями продвинулся вперёд на 300 километров, освободил большое количество населённых пунктов, отличился во время боёв за города Лудза и Резекне. 
5 августа 1944 года Курганский погиб в бою. Похоронен в городе Баркава Мадонского района Латвии.
Указом Президиума Верховного Совета СССР от 24 марта 1945 года за «образцовое командование полком и проявленные при этом личное мужество и героизм» гвардии подполковник Иван Курганский посмертно был удостоен высокого звания Героя Советского Союза. Также был награждён орденами Ленина, Красного Знамени и Красной Звезды.
В честь Курганского названа улица в его родном селе, установлен бюст в Новгороде-Северском.